# Cabrera (Santander)
Cabrera – miasto w Kolumbii, w departamencie Santander.